# Alcis tangens
Alcis tangens är en fjärilsart som beskrevs av Barend J. Lempke 1970. Alcis tangens ingår i släktet Alcis och familjen mätare. Inga underarter finns listade i Catalogue of Life.